# Федеральне міністерство закордонних справ Німеччини

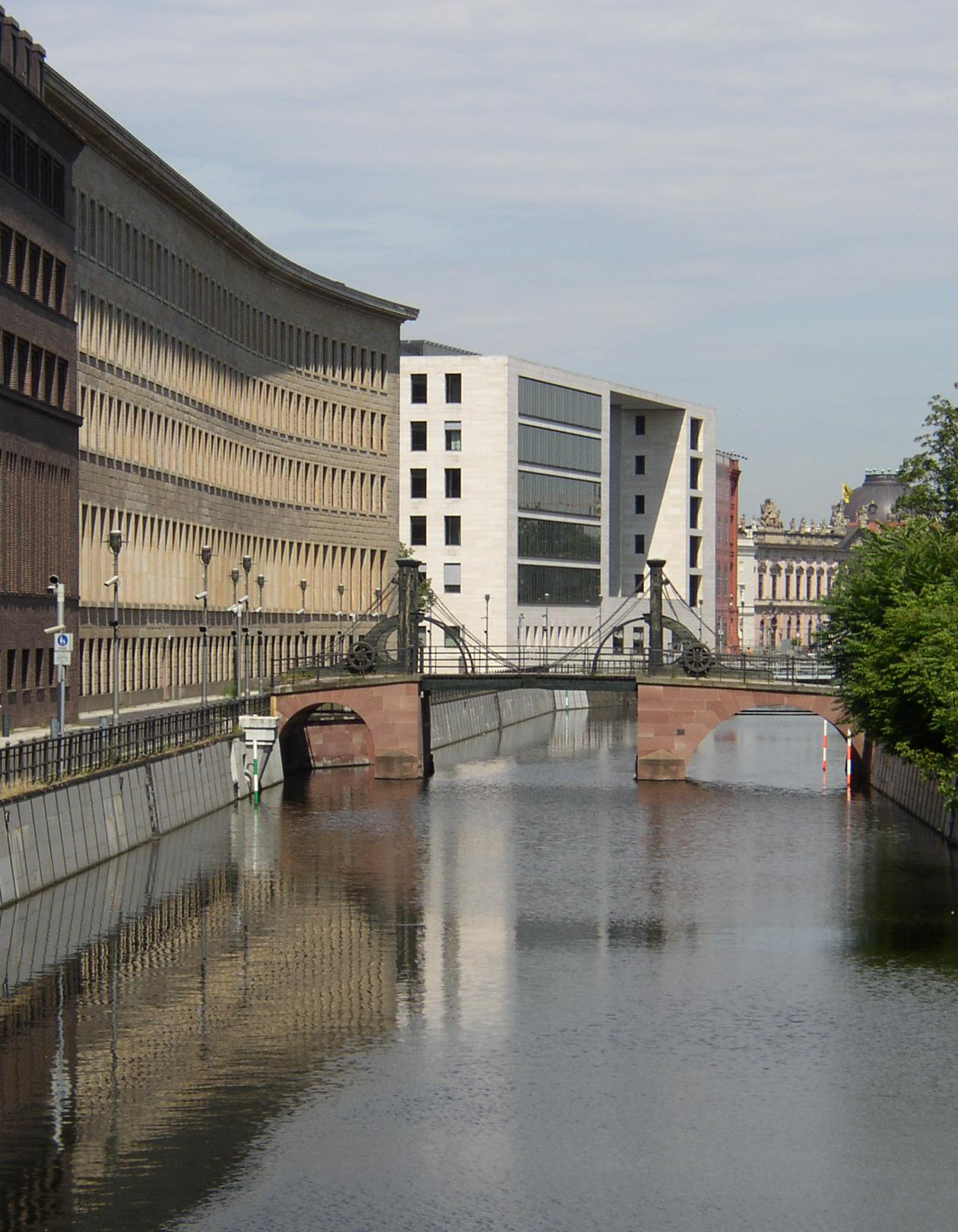
Будівля МЗС на Шпрее

Міністерство закордонних справ (нім. Auswärtiges Amt, AA) — одне з найважливіших міністерств Німеччини, засноване 1870 року. До 1919 року очолювалось секретарем закордонних справ, пізніше — міністром закордонних справ. З 6 травня 2025 цей пост займає Йоганн Вадефуль.

## Організація
З 6 травня 2025  року головою Федерального міністерства закордонних справ Німеччини є Йоганн Вадефуль. У виконанні державних завдань федеральному міністру закордонних справ допомагають державні парламентські секретарі, які мають додатковий титул «державний міністр у МЗС». Ці посади обіймають Нільс Аннен (з 2018, СДП) на посаді державного міністра у МЗС, Катя Койль (з 2021, Зелені) на посаді державної міністерки з питань міжнародної культурної політики та Анна Лурман (з 2021, Зелені) на посаді державного міністра з європейських питань.

## Будівля
2000 року міністерство перенесли з Бонна до Берліна, воно розмістилося в будівлі, у якій з 1959 до 1990 року розташовувався ЦК СЄПН.